# Silene denizliensis
Silene denizliensis är en nejlikväxtart som beskrevs av Z. Aytac. Silene denizliensis ingår i släktet glimmar, och familjen nejlikväxter. Inga underarter finns listade i Catalogue of Life.